# 石榮榮
石榮榮（1983年12月7日—），中國男子柔道運動員，出生於安徽合肥。

## 生涯
石榮榮於1996年起在蚌埠市業餘體育學校接受柔道運動的訓練，教練是司永平。兩年後，他被提拔至安徽柔道隊，劉國平為他的教練。2002年，他入選國家隊，教練包括石明和劉俊林。在這段時期間，他曾奪得全國青年錦標賽的第一及世界大學生運動會的銅牌。
2004年，石榮榮奪得了全國錦標賽的男子73公斤級小項封皇。翌年的十運會，代表安徽的石榮榮於柔道項目的男子73公斤級小項決賽中擊敗北京對手，在南京龍江體育館奪得金牌。
2006年，石榮榮再度於全國錦標賽奪冠，同年12月的多哈亞運，他在柔道項目上的男子73公斤級小項中的復活賽被伊朗對手擊敗而出局。次年4月的全國錦標賽中，他於男子73公斤級小項決賽擊敗山西對手，第三度贏得該賽事的錦標。